# Diagrama de fases

Diagrama de fases del diòxid de carboni (CO_{2}):
1: CO_{2} sòlid
2: CO_{2} líquid
3: CO_{2} gas
4: fase de fluid supercrític
A: punt triple
B: punt crític

Un diagrama de fase, o diagrama d'equilibri, és la representació gràfica de les fronteres entre diferents estats d'agregació de la matèria d'un sistema, en funció de variables triades per a facilitar-ne l'estudi. És usat en termodinàmica i ciència de materials. Quan en una d'aquestes representacions totes les fases corresponen a estats d'agregació diferents se sol denominar diagrama de canvi d'estat. En ciència de materials s'utilitzen àmpliament els diagrames de fase binaris, mentre que en termodinàmica s'empren sobretot els diagrames de fase d'una substància pura.
La regla de les fases de Gibbs estableix que L = C + 2 − F, en què C indica el nombre de components (substàncies pures) del sistema, L és el nombre de graus de llibertat i F és el nombre de fases de la matèria. A partir d'aquesta regla els diagrames de fases de sistemes termodinàmics d'un sol component (C = 1) tenen L = 3 – F graus de llibertat, és a dir dos graus de llibertat, tenint en compte que F indica el nombre de fases del sistema termodinàmic. Poden coexistir com a màxim tres fases en equilibri, que donen lloc als punts triples i que no tenen cap grau de llibertat.

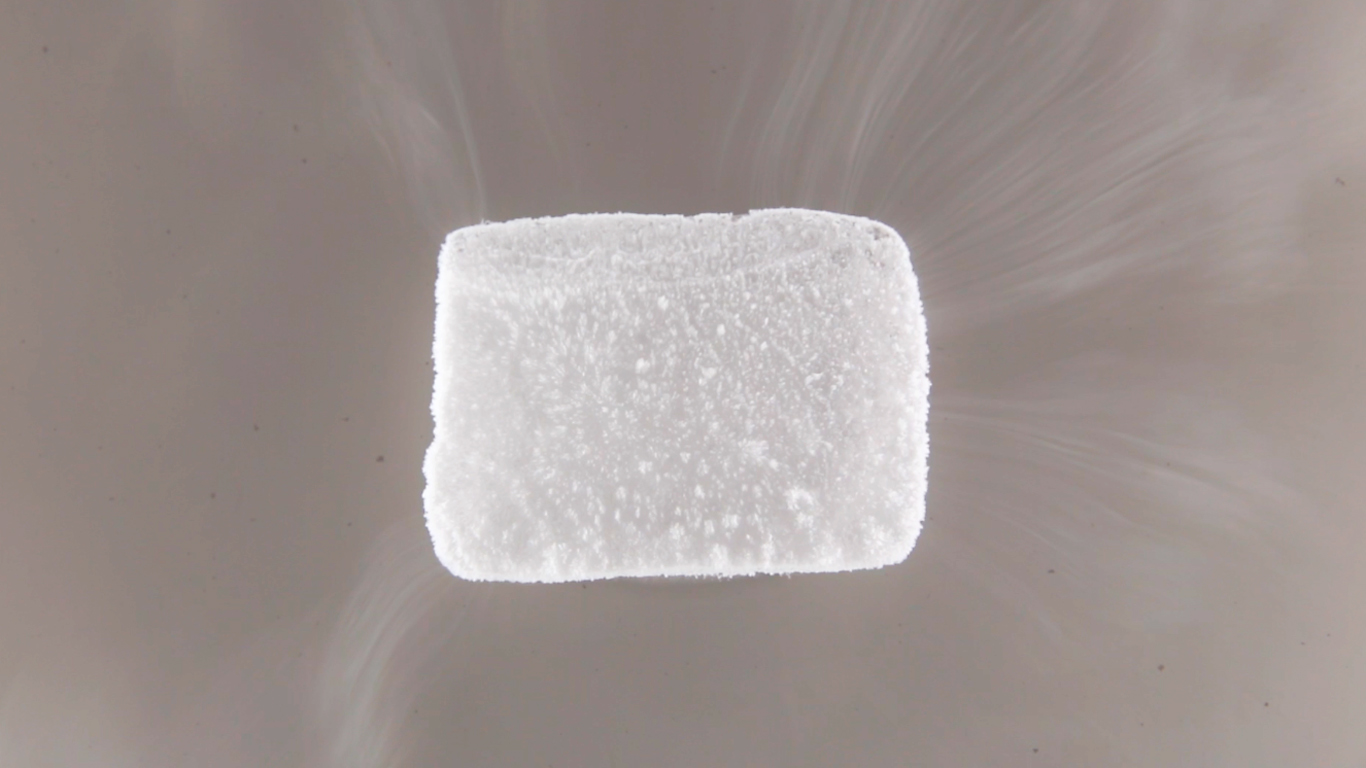
El gel sec (CO_{2} sòlid) a temperatura i pressió ambients (300 K i 1 bar) no és estable. La fase estable és el gas, com es veu al seu diagrama de fases. Per aquesta raó sublima completament.

En un procés de destil·lació d'una mescla binària, en la qual les coordenades de cada punt de la corba són les composicions d'equilibri del líquid i del vapor en l'interval de coexistència d'ambdues fases a una pressió determinada, es prefereix la denominació diagrama d'equilibri, i aquest diagrama es pot deduir fàcilment si es coneix el diagrama de punt d'ebullició de la mescla. Generalment, se sol representar la composició del component més volàtil, de manera que per a una mescla que compleix la llei de Raoult s'obté una paràbola superior a la diagonal.

## Diagrama de fase d'una substància pura
Les representacions del diagrama de fases es poden dur a terme en un diagrama bidimensional, a causa dels dos graus de llibertat, usualment construïts a partir de les variables d'estat intensives de temperatura i pressió, que serveixen per a descriure les zones d'estabilitat d'una fase pura. Per als casos en què coexisteixen dues fases en equilibri, només hi ha un grau de llibertat (L = 3 - 2 = 1) i hi apareix una corba d'equilibri entre les fases.
Els diagrames de fase més senzills són els de pressió - temperatura d'una substància pura, com pot ser el de l'aigua o la del diòxid de carboni. En l'eix d'ordenades es col·loca la pressió i en el d'abscisses la temperatura. Generalment, per a una pressió i temperatura donades, el cos presenta una única fase excepte en les zones següents:

### Punt triple

Diagrama de fases del carbonat de calci on hi ha les dues formes al·lotròpiques (calcita i aragonita). A la línia es produeix el canvi al·lotròpic.

En el punt triple coexisteixen en equilibri els estats sòlid, líquid i gasós. Aquests punts tenen cert interès, ja que representen un invariant i, per tant, es poden utilitzar per a calibrar termòmetres. Per a l'aigua aquest punt està situat a una temperatura de 273,16 ± 0,0001 K i una pressió de 611,657 pascals (4,59 mmHg).

### Línies de canvis de fase
Les línies de canvi de fase corresponen a punts on hi pot haver dues fases en equilibri. Aquestes corbes són expressades per l'equació de Clapeyron. Si hom té una substància sòlida i li augmenta la temperatura seguirà una línia horitzontal en el diagrama p vs. T i, en arribar a la corba que separa les fases sòlida de líquida, es produirà la fusió. Si la substància està en estat vapor i hom augmenta la pressió seguirà una línia vertical fins a arribar a la corba que el separa del líquid i, en aquest punt, es liquarà. Les corbes, per tant, són punts on hi ha transicions de fase.

#### Dues fases sòlides
Quan existeixen dues fases sòlides es pot produir un canvi al·lotròpic. L'equació de Clapeyron relaciona la variació de la temperatura de transició entre formes al·lotròpiques, on {\displaystyle \Delta _{\mathrm {I-II} }\!V_{\mathrm {m} }} representa la variació de volum molar entre les fases {\displaystyle I} i {\displaystyle II}, i {\displaystyle \Delta _{\mathrm {I-II} }\!H_{\mathrm {m} }} la corresponent variació d'entalpia molar:

Diagrama de fases de l'aigua. La línia que separa els estats líquid i sòlid té pendent negatiu, la qual cosa és quelcom prou inusual. Això vol dir que augmentant la pressió el gel es fon, i també que la fase sòlida té menor densitat que la fase líquida.

{\displaystyle {\operatorname {d} \!T \over \operatorname {d} \!p}={\frac {\Delta _{\mathrm {I-II} }\!V_{\mathrm {m} }\cdot T}{\Delta _{\mathrm {I-II} }\!H_{\mathrm {m} }}}}

#### Sòlid-líquid
Entre una fase sòlida i una fase líquida: fusió - solidificació. Segueix l'equació de Clapeyron següent amb {\displaystyle \Delta _{\mathrm {fus} }\!H_{\mathrm {m} }} l'entalpia molar de fusió i {\displaystyle \Delta _{\mathrm {fus} }\!V_{\mathrm {m} }} la variació del volum molar en la fusió:
{\displaystyle {\operatorname {d} \!p \over \operatorname {d} \!T}={\frac {\Delta _{\mathrm {fus} }\!H_{\mathrm {m} }}{\Delta _{\mathrm {fus} }\!V_{\mathrm {m} }\cdot T}}}

#### Sòlid-vapor

Diagrama de fases del sofre que té dues fases sòlides (ròmbic o α i monoclínic o β).

Entre una fase sòlida i una fase de vapor (gas): sublimació - deposició (o sublimació inversa). En aquest cas es pot emprar l'equació de Clausius-Clapeyron que, malgrat ser una aproximació, és més simple ({\displaystyle \Delta _{\mathrm {sub} }\!H_{\mathrm {m} }} és l'entalpia molar de sublimació i {\displaystyle R} la constant dels gasos):
{\displaystyle {\frac {\mathrm {d} p}{\mathrm {d} T}}={\frac {p\Delta _{\rm {sub}}H_{\rm {m}}}{RT^{2}}}}

#### Líquid-vapor
Entre una fase líquida i una fase de vapor: vaporització - condensació (o liqüefacció). Segueix, també, l'equació de Clausius-Clapeyron ({\displaystyle \Delta _{\mathrm {vap} }\!H_{\mathrm {m} }} és l'entalpia molar de vaporització):
{\displaystyle {\frac {\mathrm {d} p}{\mathrm {d} T}}={\frac {p\Delta _{\rm {vap}}H_{\rm {m}}}{RT^{2}}}}

### Punt crític
La corba que separa les fases líquid-vapor es deté en un punt anomenat punt crític. L'aigua el té a una temperatura, dita temperatura crítica, de 374,14 ºC (647,3 K) i una pressió, la pressió crítica, de 22,09 mPa. Més enllà d'aquest punt, la matèria es presenta com un fluid supercrític que té propietats tant dels líquids com dels gasos. Modificant la pressió i temperatura en valors al voltant del punt crític es produeixen reaccions que poden tenir interès industrial, com per exemple les utilitzades per a obtenir cafè descafeïnat.

## Diagrama de fase binari

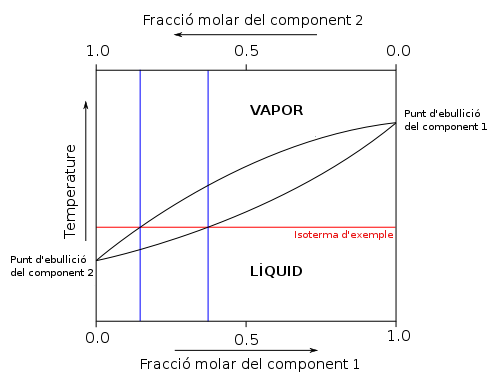
Diagrama de fases binari temperatura vs. composició a pressió constant. Entre les corbes hi ha les zones amb dues fases. Per sota de la corba inferior ambdós components 1 i 2 estan en estat líquid. Per damunt la corba superior ambdós estan en estat vapor.

Per als sistemes binaris és C = 2 (dos components, dues substàncies pures) i la regla de les fases estableix que el nombre de graus de llibertat és tres (L = 2 + 2 -1 = 3) per a sistemes en una fase (F = 1), per la qual cosa es necessita una representació tridimensional i les variables intensives escollides són la pressió, la temperatura i la fracció molar d'un dels components. En aquest cas hi pot haver situacions en què coexisteixin fins a quatre fases (zero graus de llibertat).

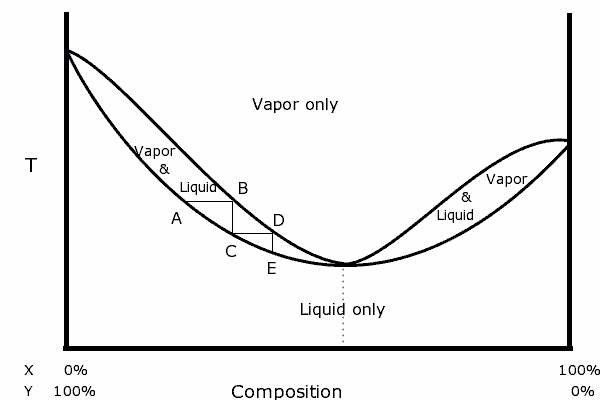
Diagrama de fases binari temperatura vs. composició a pressió constant. El punt on es tallen les corbes és un azeòtrop (mescla de dos o més líquids volàtils que a una pressió determinada té un punt d'ebullició constant i destil·la sense canvi de composició, és a dir, donant un vapor que té la mateixa composició que el líquid).

La simplicitat de la utilització de diagrames bidimensionals es pot aconseguir fàcilment fixant una de les variables intensives del sistema. Normalment, es consideren diagrames de fase els del tipus pressió en funció de composició a temperatura constant o, alternativament, els del tipus temperatura en funció de composició a pressió constant. En aquest cas, les zones de dues fases en equilibri tenen dos graus de llibertat, i en un diagrama bidimensional també ocupen una certa zona bidimensional, delimitades per corbes que ara ja no són corbes d'equilibri entre fases. Normalment en un d'aquests diagrames bidimensionals hi ha regions d'una única fase i regions de dues fases, que s'indiquen explícitament.
Quan apareixen diverses substàncies, la representació dels canvis de fase pot ser més complexa. Un cas particular, el més senzill, correspon als diagrames de fase binaris. Ara les variables a tenir en compte són la temperatura i la concentració, normalment en massa. En un diagrama binari poden aparèixer diferents zones, punts i línies singulars:

### Zones
- Sòlid pur o dissolució sòlida.
- Mescla de dissolucions sòlides (eutèctica, eutectoide, peritèctica, peritectoide).
- Mescla sòlid - líquid.
- Únicament líquid, ja sigui mescla de líquids immiscibles (emulsió), ja sigui un líquid completament homogeni.
- Mescla líquid - gas.
- Gas.

### Punts singulars
- S'anomena azeòtrop a la mescla de dos o més components volàtils en què la composició de la fase líquida és la mateixa que la de la fase de vapor, per la qual cosa el seu comportament sembla el d'un líquid pur i no es pot separar per destil·lació fraccionada. Habitualment, en un diagrama de fases binari, l'azeòtrop és representat per un punt singular que apareix en l'equilibri líquid-vapor de mescles binàries que tenen desviacions importants del comportament ideal donat per la llei de Raoult. En diagrames de fases a pressió constant, les mescles que presenten desviacions positives de la llei de Raoult presenten un mínim, de manera que la composició de l'azeòtrop és la que té la temperatura d'ebullició més baixa i es comporta com si es tractés d'un compost pur, és a dir, la temperatura d'ebullició no varia mentre es produeix el canvi de fase de la totalitat de la mescla, bé de líquid a vapor, bé de vapor a líquid. Com que la variació del punt d'ebullició amb la pressió és una característica pròpia de cada líquid, si es varia la pressió de treball l'azeòtrop deixa de ser-ho i, en conseqüència, el punt d'ebullició deixa de mantenir-se constant mentre dura el procés de canvi de fase.[1]Diagrama de fases binari: aigua + solut. El punt C és l'eutèctic.

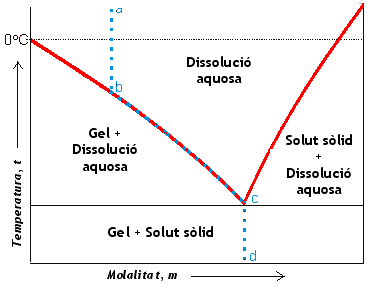
Diagrama de fases binari: aigua + solut. El punt C és l'eutèctic.

- Punt eutèctic, o simplement eutèctic, és un punt  determinat per la proporció de la mescla eutèctica, en abscisses, i la temperatura de solidificació d’aquesta, en ordenades (quan hom considera constant la pressió).[6] Una mescla eutèctica és una mescla de composició constant de dos components totalment miscibles en fase líquida i immiscibles en fase sòlida que se solidifica i es fon sense canviar la composició a una temperatura constant determinada. A diferència del que succeeix en el cas d'un component pur, en una mescla eutèctica el punt eutèctic depèn de la pressió. Per tant, si es varia la pressió externa, la mescla deixa de ser eutèctica i fon variant la temperatura de solidificació o la temperatura de fusió com qualsevol mescla binària.[1]

### Línies singulars
- Línia de liquidus o corba de líquid. És una corba que separa la regió de coexistència de dues fases en equilibri, una de les quals és líquida, de la regió on només la fase líquida és estable.[1]
- Línia de solidus. Corba que relaciona les composicions i temperatures per a les quals comença la fusió o acaba la solidificació.[7]
- Línia eutèctica i eutectoide. Són línies horitzontals (isotermes) en les que tenen lloc transformacions eutèctiques i eutectoides, respectivament.

- Línia de solvus, que indica les temperatures per a les quals una dissolució sòlida (a) d'A i B deixa de ser soluble per a transformar-se en (a)+ substància pura (A o B).

## Diagrama de fases ternari
Un altre tipus de diagrama de fases molt utilitzat és l'associat a sistemes ternaris, en què el nombre de graus de llibertat donat per la regla de les fases de Gibbs és de quatre per a sistemes purs i les variables intensives escollides són la temperatura, la pressió i dues fraccions molars. Això fa molt difícil representar-los, per la qual cosa s'empra una projecció bidimensional que manté la temperatura i la pressió constant, introduïda per J. W. Gibbs, la qual té forma triangular i permet visualitzar directament la fracció molar de cadascun dels components, ja que utilitza una propietat geomètrica dels triangles equilàters, de manera que a cada punt interior del triangle s'associen unes coordenades triangulars, segons la distància a cadascun dels costats, que són directament les fraccions molars del sistema.